# Герман Обріст
Герман Обріст (нім. Hermann Obrist; 23 травня 1862, Кільхберг, поблизу Цюриха — 26 лютого 1927, Мюнхен) — відомий швейцарсько-німецький художник епохи європейського модерну.
Народився у Швейцарії в сім'ї доктора Карла Каспара Обріста з Цюриха і Аліси Джейн Грант Дафф, сестри британського політика.
Вивчав медицину, ботаніку і природничі науки в Гайдельберзі. Але прагнення займатись мистецтвом перемогло, і в 1886 році Обріст кинув усе і поїхав у Париж, а потім у Флоренцію, де почав займатися керамікою і скульптурою.
У 1888 році вступив до Школи художніх ремесел в Карлсруе. На Всесвітній вистаці у 1889 році в Парижі він отримав нагороду за вироби з кераміки і проекти меблів. У 1890 році почав займатися в класі скульптури Академії Жюліана в Парижі. Наступного року переїхав до Берліна, а через два роки знову поїхав до Флоренції, де відкрив майстерню декоративної вишивки і килимарства. Він довго не міг знайти своє покликання. У 1894 році перевів свою майстерню до Мюнхена. Декоративні вишивки та скульптури цієї майстерні мали великий успіх у Німеччині.

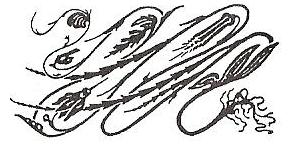
Цикламен.1895

Герман Обріст займався скульптурою, проектував малі форми архітектури, декоративні споруди, фонтани, надгробки. Але найбільшу популярність йому принесла вишивка із зображенням петлеподібно вигнутого стебла цикламена (1895, Мюнхен, Міський музей). Критики назвали цю напружено вигнуту лінію «ударом бича» (нім. Peitschenhieb), її підхопило багато художників і незабаром вона стала одним із символів мистецтва ар-нуво і югендстилю. Вишивки Обріста репродукували в художньому журналі «Пан».
У 1897 році Обріст разом з Ріхардом Рімершмідом, Бруно Паулем і Бернгардом Панкоком був організатором «Об'єднання майстерень мистецтва і ремесла» (Vereinigte Werkstätten für Kunst im Handwerk). У тому ж році він експонував свої вишивки, а також зразки меблів, вироби з металу, проекти фонтанів на «Сьомій міжнародній художній виставці» в мюнхенському Скляному палаці.
У 1900 році Обріст і Вільгельм фон Дебшіц заснували в Мюнхені «Навчально-експериментальну студію прикладного та вільного мистецтва» (Lehr- und Versuchsatelier für angewandte und freikunst). 
Як журналіст Обріст виступав за єднання художників різних країн в пошуках нового, сучасного стилю. Він доручив своєму другові, німецькому архітекторові Авґусту Енделю спроектувати свою студію в Мюнхені. Вона була побудована в 1897, але зруйнована в 1944 році під час Другої світової війни. Свій будинок він проектував сам, запросивши для оформлення інтер'єрів Р. Рімершміда і Б. Панкока. У 1903 році опублікував книгу «Нові можливості у формуванні мистецтва».